# Giochi di morte (film 1989)
Giochi di morte (The Blood of Heroes, distribuito anche come The Salute of the Jugger) è un film del 1989 diretto da David Webb Peoples.
Interpretato da Rutger Hauer e Joan Chen, il film è ambientato in un futuro imprecisato, un'epoca post-atomica dove il tempo e il denaro non sono contemplati. La gente comune vive in villaggi al limite della miseria, sparsi in lande sabbiose, e dorme in tende o baracche più o meno improvvisate. I più fortunati vivono e lavorano in una grande città sotterranea chiamata la Città Rossa (Nine City in lingua originale), nella quale è possibile reperire quasi tutto.

## Trama
I Juggers, squadra capitanata da Sharko (Sallow in lingua originale), giungono in un villaggio per giocare una partita del Gioco contro la squadra locale. La squadra del villaggio si dimostra più forte del previsto, creando diverse difficoltà. I Jugger ne escono vincitori, nonostante Cowboy (Dog Boy in lingua originale), il loro qwik, risulti gravemente ferito ad una gamba.
Il qwik della squadra locale, la giovane Kidda, nonostante la batosta subita, decide di lasciare il villaggio per seguire i Juggers nel loro peregrinare, certa di essere accettata tra loro, considerate le condizioni di Cowboy. Infatti, l'aggravarsi della frattura subita in partita, rende al qwik impossibile la prosecuzione del viaggio, e l'ingresso in squadra di Kidda diventa necessario.
Giunti ad un nuovo villaggio, ha luogo un nuovo match nel quale avviene il battesimo del fuoco per Kidda. La vittoria giunge facilmente e da questo momento le partite e i trionfi si susseguono accrescendo l'esperienza e la fama della squadra ma durante l'ennesimo match vinto con relativa semplicità accade qualcosa di inatteso; Sharko, nonostante l'esperienza da ex giocatore della Lega, viene colpito al volto e perde un occhio.
Il percorso porta i Juggers sempre più a nord e appare chiaro che Sharko punta alla Città Rossa, dove giocano i migliori della Lega. Mbulu e Cimber non sono d'accordo ma vedendo la determinazione del loro capitano, della ragazza e di Gar, accettano di seguirli nella folle impresa.
Giunto alla Città Rossa, Sharko si reca senza indugio a proporre una sfida a Gonzo, capitano della Squadra Rossa, mentre Kidda, dopo aver osservato la brutalità del Gioco a questi livelli, comincia ad essere titubante sul suo sogno di giocare nella Lega.
La sfida contro ogni aspettativa viene accettata.
Mai nessun incontro era andato oltre le 26 pietre ma i Juggers lottando con tutte le loro forze riescono a resistere per tutta la prima frazione di gioco. Cimber rimane gravemente infortunata alla gamba e non potrà essere di aiuto nella seconda frazione. Non disponendo di riserve entra al suo posto Gandhi, il tesoriere ed allenatore della squadra.
Sorprendentemente le qualità dei giocatori e la strategia adottata portano i Juggers in una posizione di assoluta supremazia sul campo ed a concludere vittoriosi il Gioco.
Kidda e Mbulu a fine partita vengono avvicinati da un membro della Lega, il quale probabilmente comunica loro l'ingaggio. Il giovane Gar entra nelle grazie di Mara, così come lo era stato Sharko a suo tempo, il quale, invece, tra lo scroscio di applausi del pubblico, si gode la meritata rivincita.

## Personaggi
- Sharko - Capitano e Slash della squadra dei Juggers, porta in fronte il marchio dei giocatori della Lega. Nel suo passato ha infatti giocato ai massimi livelli, sino a quando innamoratosi di Lady Mara, compagna di Lord Vile, uno dei Signori della Città Rossa, viene bandito.
- Kidda - Figlia di contadini si trova ad essere prima avversaria e poi compagna di squadra (dopo l'infortunio di Cowboy) dei Juggers. Sa di essere brava e sogna di poter giocare nella Lega. Quello che le manca è l'esperienza e con i Juggers partita dopo partita riesce ad acquisirla.
- Gar - Giovane e precipitoso, commette tanti errori e come Kidda, sogna di giocare nella Lega.
- Mbulu - Membro non giovanissimo dei Juggers, il volto è tutto una cicatrice.
- Cimber - Giocatrice dei Juggers, sfigurata sul lato destro del volto che copre sovente con teli.
- Ghandi - È il tesoriere della squadra dei Juggers. Viaggia con un armadio legato alla schiena nel quale sono conservati oltre alle riserve di cibo e di acqua anche i teschi di cane vinti.
- Cowboy - È il Quick della squadra fino a quando non è costretto ad abbandonare a causa del grave infortunio accadutogli. Viene sostituito da Kidda.
- Gonzo - Mastodontico giocatore capitano della squadra rossa della Città Rossa. È amico ed ex compagno di squadra di Sharko ed un giocatore molto leale, che rifiuta di eseguire un ordine quando questo va contro il suo onore.
- Lord Vile - Uno dei Signori della Città Rossa. È lui che ha causato l'espulsione dalla Lega di Sharko e che consente che la sfida venga accettata nella speranza di vedere l'odiato rivale storpiato e accecato.
- Lady Mara - La causa della cacciata di Sharko. Ama il sangue dei giocatori sulla sua pelle.